# Katete (Zambia)
Katete – miasto w Zambii, w Prowincji Wschodniej. Według danych szacunkowych na rok 2010 liczy 16.181 mieszkańców.